# 福島県道106号石川矢吹線
福島県道106号石川矢吹線（ふくしまけんどう106ごう いしかわやぶきせん）は、福島県石川郡石川町から西白河郡矢吹町に至る一般県道である。

## 路線概要
- 起点：石川郡石川町王子平
- 終点：西白河郡矢吹町八幡町
- 総延長：12.484 km[1]
  - 実延長：総延長に同じ
- 路線認定年月日：1959年（昭和34年）8月31日[2]

### 重用路線
- 福島県道139号母畑白河線（石川郡石川町中野字七郎内～西白河郡矢吹町明新中）

### 道路施設
明神橋
- 全長：97.7m
- 幅員：10.0m
- 竣工：1990年[3]

石川町中野字悪戸から矢吹町明神東に至り、一級水系阿武隈川を渡る。

## 通過する自治体
- 石川郡石川町 - 西白河郡矢吹町

## 接続・交差する道路
- 石川町内
  - 福島県道11号白河石川線（王子平 起点）
  - 福島県道139号母畑白河線 母畑方面（中野字七郎内）
- 矢吹町内
  - 福島県道139号母畑白河線 白河市方面（明新中）
  - 福島県道284号曲木中野目線（中野目東）
  - 福島県道283号須賀川矢吹線（沢尻）
  - 福島県道42号矢吹小野線・福島県道44号棚倉矢吹線（八幡町 終点）

## 沿線
- 成亀温泉